# Gaißau
Gaißau est une commune autrichienne du district de Brégence dans le Vorarlberg.